# Rodrigo Candamil
Rodrigo Candamil (Cali, 3 de junio de 1976) es un actor colombiano.

## Trayectoria
Estudió ingeniería industrial en la Universidad Autónoma de Colombia de Bogotá, pero cambió su carrera y empezó a tomar clases de actuación y artes escénicas. Recibió un título de énfasis en actuación de la Universidad Distrital Francisco José de Caldas de Bogotá.
Se dio a conocer con su rol de Rodolfo Borja en la telenovela Pobre Pablo en 2000.
Actualmente vive en la ciudad de Bogotá desde 1981.

## Filmografía

### Televisión
| Año       | Título                              | Personaje                                    | Canal              |
| --------- | ----------------------------------- | -------------------------------------------- | ------------------ |
| 2025      | MasterChef Celebrity                | Participante                                 | Canal RCN          |
| 2024-2025 | Betty, la fea: la historia continúa | Esteban Ruiz                                 | Prime Video        |
| 2023      | Tía Alison                          | Gustavo Orjuela                              | Canal RCN          |
| 2022      | A grito herido                      | Saúl                                         | Prime Video        |
| 2022      | Entre sombras                       | Iván Guerrero                                | Caracol Televisión |
| 2021      | Café con aroma de mujer             | Martín Tejeiros / Jorge Garcia               | Canal RCN          |
| 2020      | Verdad oculta                       | Mayor Raúl Ceballos                          | Canal RCN          |
| 2019      | El Bronx                            | Gerardo Noriega                              | Caracol Televisión |
| 2018      | Besieged                            | Rodrigo                                      | Fox Premium        |
| 2017      | Hermanos y hermanas                 | Juan Carlos Estrada                          | Canal RCN          |
| 2016-2019 | La ley del corazón                  | Alfredo Duperly                              | Canal RCN          |
| 2016-2017 | Hilos de sangre azul                | Toño Tamara                                  | Canal RCN          |
| 2015      | La tusa                             | Fernando Galindo                             | Caracol Televisión |
| 2014      | Manual para ser feliz               | Eduardo Monfrinoti                           | Canal RCN          |
| 2012      | Casa de reinas                      | Lucas De La Rosa                             | Canal RCN          |
| 2010-2011 | Los caballeros las prefieren brutas | Guillermo Jácome                             | Caracol Televisión |
| 2010-2011 | Chepe Fortuna                       | Lucas De La Rosa                             | Canal RCN          |
| 2009-2010 | El encantador                       | Marco Benedetti Pombo                        | Caracol Televisión |
| 2009      | El último matrimonio feliz          | Felipe de Soto (actuación especial)          | Canal RCN          |
| 2008      | La Pasión según nuestros días       | Francisco                                    | Caracol Televisión |
| 2007-2008 | Montecristo                         | Marcos Lombardo                              | Caracol Televisión |
| 2007      | Marido a sueldo                     | Javier                                       | Canal RCN          |
| 2006      | Merlina, mujer divina               | Santiago Carbó                               | Canal RCN          |
| 2004-2005 | Dora, la celadora                   | Ringo García                                 | Caracol Televisión |
| 2003      | Punto de giro                       | Ángel Mistral                                | Canal RCN          |
| 2003      | Sofía dame tiempo                   | Manuel Manrique                              | Telemundo          |
| 2002      | El precio del silencio              | Andrés                                       | Canal RCN          |
| 2001      | Francisco el Matemático             | Ramiro, amigo del Chuly (actuación especial) | Canal RCN          |
| 2001      | Amor sin remedio                    |                                              | Canal RCN          |
| 2000      | Pobre Pablo                         | Rodolfo                                      | Canal RCN          |
| 1999      | Sara, un grito en el silencio       | Reparto                                      |                    |

### Cine
| Año  | Título                           | Personaje       |
| ---- | -------------------------------- | --------------- |
| 2022 | El último hombre sobre la tierra | Camilo          |
| 2012 | Sanandresito                     | Jeremias Ladino |

### Teatro
- Cabaret (2006) (Comedia Musical)
- Última noche en la tierra
- Los ojos de Miguel
- Amor sin remedio
- Nuestra Señora de Los Remedios
- Lucha hasta el alba
- Club suicida busca
- Asamblea de mujeres
- El mar
- 2022 Perfectos Desconocidos

## Como director
- Los farsantes

## Premios y nominaciones

### Premios Tvynovelas
| Año  | Categoría                            | Telenovela o Serie    | Resultado |
| ---- | ------------------------------------ | --------------------- | --------- |
| 2017 | Mejor actor de reparto de telenovela | La ley del corazón    | Nominado  |
| 2011 | Mejor actor antagónico de serie      | El encantador         | Nominado  |
| 2007 | Mejor actor protagónico              | Merlina, mujer divina | Nominado  |
| 2002 | Mejor actor revelación               | Pobre Pablo           | Nominado  |

### Premios India Catalina
| Año  | Categoría                                    | Telenovela o Serie | Resultado |
| ---- | -------------------------------------------- | ------------------ | --------- |
| 2017 | Mejor actor de reparto de telenovela o serie | La ley del corazón | Nominado  |